# Saison 4 de The Crown
Chronologie
Saison 3 Saison 5
Cet article présente la quatrième saison de la série télévisée The Crown. Elle a été mise en ligne sur Netflix le 15 novembre 2020.

## Synopsis de la saison
La quatrième saison couvre la période entre 1979 et 1990, durant les 11 ans de mandat de Margaret Thatcher en tant que Premier ministre. Différents évènements historiques sont relatés, tels que le mariage du prince Charles et de Lady Diana Spencer ainsi que leurs difficultés conjugales, la Guerre des Malouines ou encore les funérailles de Louis Mountbatten.

## Distribution

### Acteurs principaux
- Olivia Colman (VF : Anne Dolan) : Élisabeth II[1],[2]
- Tobias Menzies (VF : Frédéric Popovic) : Philip Mountbatten
- Helena Bonham Carter (VF : Laurence Bréheret) : Margaret du Royaume-Uni
- Gillian Anderson (VF : Danièle Douet) : Margaret Thatcher
- Josh O'Connor (VF : Pascal Nowak) : Charles de Galles
- Charles Dance (VF : Philippe Catoire) : Louis Mountbatten[3] (épisode 1)
- Emma Corrin (VF : Barbara Probst)  : Diana Spencer
- Marion Bailey (VF : Françoise Pavy) : Elizabeth Bowes-Lyon
- Erin Doherty (VF : Leslie Lipkins) : Anne du Royaume-Uni
- Stephen Boxer (VF : Michel Dodane) : Denis Thatcher
- Emerald Fennell (VF : Marie Giraudon) : Camilla Shand[4]

### Acteurs récurrents
- Charles Edwards (VF : Éric Marchal) : Martin Charteris
- Tom Byrne (VF : Maxime Baudoin) : Prince Andrew
- Jessica Aquilina (VF : Elsa Davoine) : Sarah Ferguson
- Angus Imrie (VF : Oscar Douieb) : Prince Edward
- Freddie Fox (VF : Aurélien Raynal) : Mark Thatcher
- Rebecca Humphries (VF : Léopoldine Serre) : Carol Thatcher

### Invités
- Tom Brooke : Michael Fagan (en) (épisode 5)
- Richard Roxburgh : Bob Hawke (épisode 6)
- Tom Burke : Derek Jennings (épisode 7)
- Nicholas Farrell : Michael Shea (épisode 8)
- Claire Foy (VF : Adeline Moreau) : Élisabeth II (jeune) (épisode 8)

## Production

### Tournage
La saison a été tournée au Royaume-Uni et en Espagne. 

## Listes des épisodes[5]
1. Protecteur de la reine (Gold Stick)
2. L'Épreuve de Balmoral (The Balmoral Test)
3. Conte de fées (Fairytale)
4. Les Favoris (Favourites)
5. Fagan (Fagan)
6. Terra Nullius (Terra Nullius)
7. Le Principe héréditaire (The Hereditary Principle)
8. 48 contre 1 (48:1)
9. Avalanche (Avalanche)
10. Guerre (War)